# USS John R. Pierce (DD-753)
USS John R. Pierce (DD-753) là một tàu khu trục lớp Allen M. Sumner được Hải quân Hoa Kỳ chế tạo trong Chiến tranh Thế giới thứ hai. Nó là chiếc tàu chiến duy nhất của Hải quân Mỹ được đặt theo tên Thiếu tá Hải quân John Reeves Pierce (1906-1943), hạm trưởng tàu ngầm Argonaut, tử trận khi Argonaut mất trong chiến đấu vào tháng 1 năm 1943 và được truy tặng Huân chương Chữ thập Hải quân. Nó đã hoạt động cho đến hết Thế Chiến II, ngưng hoạt động một thời gian ngắn, rồi tiếp tục phục vụ sau đó trong Chiến tranh Triều Tiên và Chiến tranh Lạnh cho đến khi xuất biên chế và rút đăng bạ năm 1973. Nó được bán để tháo dỡ một năm sau đó. John R. Pierce được tặng thưởng một Ngôi sao Chiến trận do thành tích phục vụ trong Chiến tranh Triều Tiên.

## Thiết kế và chế tạo
John R. Pierce được đặt lườn tại xưởng tàu của hãng Bethlehem Steel Corporation ở Staten Island, New York vào ngày 24 tháng 3 năm 1944. Nó được hạ thủy vào ngày 1 tháng 9 năm 1944; được đỡ đầu bởi bà Mary Taylor Pierce, vợ góa Thiếu tá Pierce, và nhập biên chế tại Xưởng hải quân Brooklyn vào ngày 30 tháng 12 năm 1944 dưới quyền chỉ huy của Hạm trưởng, Trung tá Hải quân C. R. Simmers.

## Lịch sử hoạt động

### 1945 - 1951
Sau khi hoàn tất chạy thử máy và huấn luyện tại vùng biển Bermuda, John R. Pierce hoạt động ngoài khơi Norfolk, Virginia suốt mùa Xuân năm 1945 để tuần tra chống tàu ngầm và huấn luyện các kíp thủy thủ đoàn khu trục mới. Nó lên đường vào ngày 17 tháng 6 để làm nhiệm vụ tại Mặt trận Thái Bình Dương, đi đến Trân Châu Cảng vào ngày 6 tháng 7.
John R. Pierce lại khởi hành vào ngày 12 tháng 8 để hộ tống một lực lượng tàu sân bay và tàu tuần dương được phái đi bấn phá đảo Wake; tuy nhiên nó nhận được lệnh ngừng bắn vào ngày 15 tháng 8, và tiếp tục hành trình đi ngang qua Eniwetok để hướng đến Nhật Bản, đi đến Wakayama, Honshū vào ngày 15 tháng 9 trong thành phần hộ tống một đoàn tàu vận chuyển lực lượng chiếm đóng. Thủy thủ của con tàu là những người Mỹ đầu tiên đặt chân lên Hiroshima sau khi nơi này chịu đựng quả bom nguyên tử đầu tiên trong lịch sử.
Trong ba tháng tiếp theo sau, John R. Pierce hoạt động trong vùng biển nội địa Seto, hỗ trợ cho các hoạt động đổ bộ chiếm đóng và giúp giải phóng những tù binh chiến tranh Đồng Minh. Nó khởi hành từ Kure, Honshū vào ngày 21 tháng 12 để đi Thượng Hải, Trung Quốc, hỗ trợ cho lực lượng của phe Quốc Dân Đảng trong cuộc xung đột với phe Cộng sản nhằm giành quyền kiểm soát lục địa. Nó cũng thực hiện các chuyến đi liên lạc giữa Trung Quốc và Triều Tiên cho tới ngày 6 tháng 3, 1946, khi nó khởi hành từ Thanh Đảo để quay trở về Hoa Kỳ.
Về đến San Francisco, California vào ngày 27 tháng 3, John R. Pierce được cho ngừng hoạt động vào ngày 16 tháng 9, rồi chuyển đến San Diego, California vào ngày 17 tháng 1, 1947, nơi nó được cho xuất biên chế vào ngày 24 tháng 1, và đưa vào Đội San Diego, Hạm đội Dự bị Thái Bình Dương vào ngày 1 tháng 5.
John R. Pierce được cho nhập biên chế trở lại vào ngày 11 tháng 4, 1949 dưới quyền chỉ huy của Hạm trưởng, Trung tá Hải quân O. W. Goepner. Nó lên đường vào ngày 11 tháng 7 để gia nhập Hạm đội Đại Tây Dương, đi đến Norfolk, Virginia vào ngày 5 tháng 8. Trong một năm tiếp theo, nó hoạt động dọc theo vùng bờ Đông Hoa Kỳ, trải rộng từ Greenland cho đến vùng kênh đào Panama. Nó rời Norfolk vào ngày 8 tháng 8, 1950 để làm nhiệm vụ cùng Đệ lục Hạm đội tại vùng biển Địa Trung Hải, viếng thăm từ Gibraltar đến Crete và dọc theo bờ biển phía Tây Châu Âu tại Anh và Na Uy trước khi quay trở về Hoa Kỳ vào ngày 23 tháng 1, 1951.

### Chiến tranh Triều Tiên
Trong hơn một năm tiếp theo, John R. Pierce hoạt động từ Norfolk dọc theo vùng bờ biển Đại Tây Dương. Nó khởi hành vào ngày 15 tháng 5, 1952 để làm nhiệm vụ tại Viễn Đông, đi ngang qua kênh đào Panama, San Diego và Trân Châu Cảng, và đi đến Yokosuka, Nhật Bản vào ngày 18 tháng 6. Nó lên đường vào ngày 20 tháng 6 để đi sang khu vực chiến sự của cuộc Chiến tranh Triều Tiên, và tiến hành các hoạt động phong tỏa và bắn phá chống lại lực lượng Bắc Triều Tiên dọc theo bờ biển phía Đông bán đảo Triều Tiên. Nó tuần tra tại khu vực giữa Chongjin và Songjin, bắn hải pháo can thiệp và tuần tra chống xâm nhập. Đang khi đối đầu với các khẩu đội pháo bờ biển đối phương tại Songjin vào ngày 6 tháng 8, nó chịu đựng ba phát đạn pháo bắn trúng, nhưng vẫn tiếp tục làm nhiệm vụ tuần tra và can thiệp cho đến ngày 11 tháng 10. Con tàu sau đó lên đường quay trở về Hoa Kỳ qua ngã Ấn Độ Dương, kênh đào Suez và Gibraltar, về đến Norfolk vào ngày 12 tháng 12.

### 1954 - 1973
Trong giai đoạn từ ngày 5 tháng 1, 1954 đến ngày 1 tháng 4, 1962, John R. Pierce đã được bố trí sáu lượt phục vụ cùng Đệ lục Hạm đội tại Địa Trung Hải; và giữa những đợt này nó hoạt động huấn luyện từ cảng nhà dọc theo bờ biển Đại Tây Dương và vùng biển Caribe. Tại vùng biển Châu Âu, nó thực hành tập trận cùng hạm đội, và vào các năm 1954 và 1956 nó đã viếng thăm các cảng Tây Âu.
Vào ngày 1 tháng 10, 1956, ở vị trí cách 75 mi (121 km) về phía Nam Villefranche, John R. Pierce đang thực hành tác xạ phòng không, khi vào lúc 09 giờ 50 phút, một quả đạn pháo đã kích nổ ngay trong bệ khóa nòng của tháp pháo 53; vụ nổ đã làm thiệt mạng một người và làm bị thương nặng chín người khác, trong đó ba người trong tình trạng rất nặng và tử thương sau đó. Đội hỗ trợ y tế đã được chuyển bằng máy bay trực thăng từ Salem (CA-139) để chăm sóc người bị thương, và sau đó những nạn nhân cũng được chuyển bằng máy bay trực thăng trở lại chiếc tàu tuần dương hạng nặng. Salem đưa những người bị thương đến Villefranche, nơi họ tiếp tục được đưa đến sân bay Nice, Pháp, và một máy bay C-119 Flying Boxcar đang chờ đợi để vận chuyển đến một bệnh viện quân y tại Frankfurt, Đức. Trong số những người bị thương có cả Thiếu úy Hải quân John T. Pierce, con trai của Thiếu tá John R. Pierce, người mà tên được đặt cho con tàu.
Sau khi chuyển những người bị thương, John R. Pierce hướng đến Cannes, Pháp và đến nơi vào ngày 2 tháng 10. Nó ở lại cảng này cho đến ngày 15 tháng 10, khi nó lên đường quay trở về Hoa Kỳ. Sau các chặng dừng để tiếp nhiên liệu tại đảo São Miguel thuộc quần đảo Azores vào ngày 20 tháng 10, và tại Bermuda vào ngày 25 tháng 10, nó về đến Norfolk vào ngày 27 tháng 10, và sau đó đi vào Xưởng hải quân Philadelphia để sửa chữa.
John R. Pierce sau đó hoạt động tại vùng biển nhà chủ yếu trong nhiệm vụ tuần tra chống tàu ngầm và bảo vệ các hoạt động của tàu sân bay. Nó được huy động vào việc tuần tra tại khu vực Đông Địa Trung Hải và biển Hồng Hải trong tháng 8 và tháng 9, 1957, khi quân đội Syria đe dọa chế độ thân phương Tây của Vua Hussein của Jordan, nhằm ngăn ngừa phía Ai Cập có thể can thiệp. Nó quay trở lại khu vực này một lần nữa vào tháng 12, 1958 để tăng cường bảo vệ an ninh cho Lebanon khi nước này bị Cộng hòa Ả Rập Thống nhất đe dọa dưới sự hậu thuẩn của Liên Xô. Chiếc tàu khu trục lại được phái đến Cộng hòa Dominica để gìn giữ trật tự sau khi Tổng thống là nhà độc tài Rafael Trujillo bị ám sát vào ngày 27 tháng 5, 1961.
Quay trở về Norfolk vào ngày 1 tháng 4, 1962 sau chuyến đi thứ bảy sang Địa Trung Hải, John R. Pierce lại lên đường vào ngày 15 tháng 5 để tham gia Chương trình Mercury, đảm nhiệm việc thu hồi tàu không gian cho chuyến bay Aurora 7 lên quỹ đạo trái đất của phi hành gia Scott Carpenter. Vào ngày 24 tháng 4, từ vị trí được chỉ định về phía Đông Puerto Rico, nó phải di chuyển hết tốc độ một khoảng cách 206 mi (332 km) để đi đến nơi chiếc tàu không gian đáp xuống nước, vốn chệch khỏi vị trí dự kiến do những trục trặc kỹ thuật mắc phải. Nó đã vớt được cả nhà phi hành lẫn con tàu đang nổi trên mặt nước, và đưa về Roosevelt Roads, Puerto Rico an toàn vào ngày hôm sau, trước khi quay trở lại Norfolk vào ngày 28 tháng 5. Nó tiếp nối những hoạt động thường lệ tại vùng biển Caribe.
Khi việc Liên Xô bố trí những tên lửa đạn đạo tầm trung mang đầu đạn hạt nhân tại Cuba bị phát hiện, dẫn đến vụ Khủng hoảng tên lửa Cuba, John R. Pierce đã khởi hành từ Norfolk vào ngày 22 tháng 10 để tham gia lực lượng hải quân làm nhiệm vụ “cô lập” hòn đảo Trung Mỹ này từ ngày 24 tháng 10, và trong năm ngày tiếp theo sau đã ngăn chặn để điều tra 13 tàu. Khi vụ khủng hoảng được giải quyết qua thương lượng hòa bình vào ngày 28 tháng 10, chiếc tàu khu trục chuyển sang hoạt động tuần tra vào ngày hôm sau, hoạt động tại khu vực trải rộng từ Jamaica cho đến vùng kênh đào Panama, cho đến khi quay trở về Norfolk vào ngày 14 tháng 12.
John R. Pierce rời cảng nhà vào ngày 29 tháng 3, 1963 cho một lượt hoạt động tại Địa Trung Hải và Trung Đông. Sau hai tuần cơ động tập trận cùng Đệ lục Hạm đội, nó băng qua kênh đào Suez vào ngày 30 tháng 4, thực hiện chuyến đi kéo dài 11 tuần đến Hồng Hải, Ấn Độ Dương và vịnh Ba Tư. Nó quay trở lại Địa Trung Hải vào ngày 16 tháng 7 để tiếp tục hoạt động cùng hạm đội, và vào ngày 14 tháng 8 đã giải cứu ba người sống sót từ một máy bay bị rơi về phía mũi bên mạn phải tàu sau khi hạ cánh khẩn cấp xuống tàu sân bay Enterprise (CVAN-65) không thành công. Khởi hành từ Palma, Majorca vào ngày 24 tháng 8, nó về đến Norfolk vào ngày 4 tháng 9.
John R. Pierce trải qua một năm tiếp theo hoạt động thường lệ từ Norfolk. Trong một chuyến tuần tra ngoài khơi vào tháng 1, 1964, nó bắt giữ năm tàu Cuba đang đánh bắt cá trái phép trong lãnh hải Hoa Kỳ, và áp giải các con tàu này về Key West. Chiếc tàu khu trục lại khởi hành từ Norfolk vào ngày 8 tháng 10 cho một lượt phục vụ khác tại Địa Trung Hải, đi đến Naples vào cuối tháng đó và gia nhập Đệ lục Hạm đội, và cho đến cuối năm đã hoạt động dọc theo bờ biển phía Tây nước Ý. Nó quay trở về Norfolk vào ngày 27 tháng 2, 1965
John R. Pierce sau đó được điều sang trực thuộc Quân khu 3 Hải quân đặt căn cứ tại Brooklyn, New York, và phục vụ như một tàu huấn luyện cho hải quân dự bị. Nó thực hiện những chuyến đi huấn luyện kéo dài hai tuần cho nhân sự thuộc Hải quân Dự bị Hoa Kỳ. Vai trò này được nó đảm nhiệm cho đến năm 1973, khi nó được cho xuất biên chế vào ngày 1 tháng 7, và rút tên khỏi danh sách Đăng bạ Hải quân cùng ngày hôm đó. Con tàu bị bán để tháo dỡ vào ngày 6 tháng 11, 1974.

## Phần thưởng
John R. Pierce được tặng thưởng một Ngôi sao Chiến trận do thành tích phục vụ trong Chiến tranh Triều Tiên.